# Cutie de viteze manuală automatizată

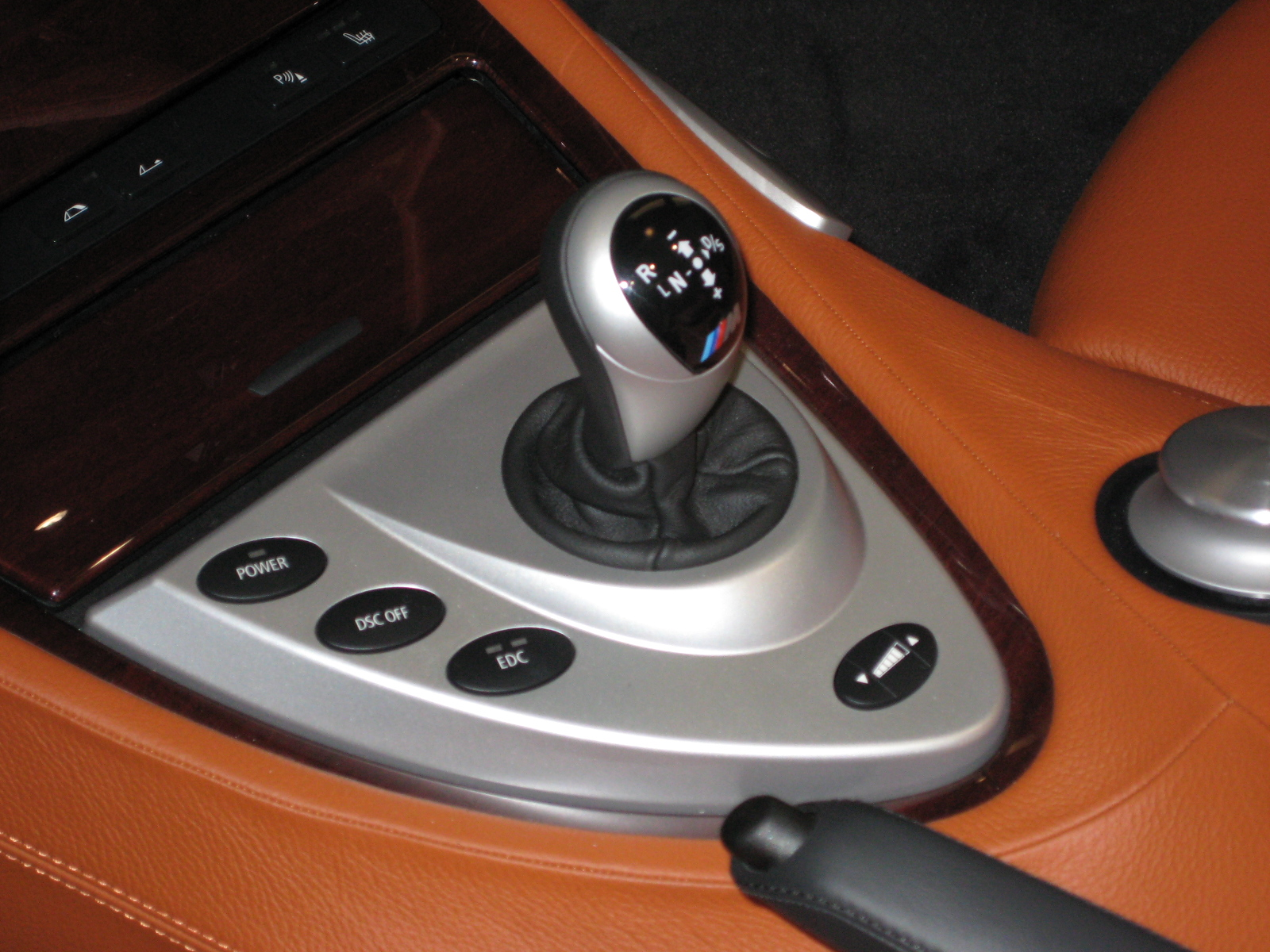
Schimbător BMW SMG-III de la mijlocul anilor 2000, cu un selector pentru viteza de schimbare situat sub schimbător

Cutia de viteze manuală automatizată este un tip de transmisie pentru autovehicule. Este în esență o cutie de viteze manuală convențională dar folosește acționarea automată pentru a acționa ambreiajul și/sau schimbarea între viteze.